# Philipp Lienhart
Philipp Lienhart (Lilienfeld, 11 juli 1996) is een Oostenrijks voetballer die doorgaans als centrale verdediger speelt. Hij verruilde Real Madrid in juli 2018 voor SC Freiburg, dat hem het voorgaande seizoen al huurde. Lienhart debuteerde in 2017 in het Oostenrijks voetbalelftal.

## Clubcarrière

### Rapid Wien
Lienhart speelde van 2008 tot en met 2014 in de jeugdopleiding van Rapid Wien. Voor dat team zou hij nooit doorbreken voor het eerste elftal, maar speelde wel 28 wedstrijden voor het tweede elftal, dat uitkwam in de Regionalliga.

### Real Madrid
Rapid Wien verhuurde Lienhart tijdens het seizoen 2014/15 aan Real Madrid, waar hij aansloot bij Real Madrid C, het derde elftal van De Koninklijke. Hij ondertekende in 2015 vervolgens een vierjarig contract bij Real Madrid. Lienhart debuteerde op 30 augustus 2015 in Real Madrid Castilla, in de Segunda División B, tegen Rayo Majadahonda. Hij maakte op 3 oktober 2015 zijn eerste treffer voor het tweede elftal, tegen Sestao. Lienhart debuteerde op 2 december 2015 in het eerste elftal, in een bekerduel tegen Cádiz CF. Dat bleef zijn enige wedstrijd voor de hoofdmacht van Real. Hij kwam wel nog 52 keer uit voor het tweede elftal.

### SC Freiburg
Real Madrid verhuurde Lienhart tijdens het seizoen 2017/18 aan SC Freiburg. Daarvoor speelde hij dat jaar elf wedstrijden in de Bundesliga, een bekerwedstrijd en twee kwalificatiewedstrijden in de derde voorronde van de Europa League 2017/18, tegen NK Domžale. Lienhart stapte na dat seizoen definitief over naar Freiburg. Hij tekende hier een contract voor de duur van vier seizoenen, maar dat zouden er meer worden. Lienhart was ook in zijn eerste jaar in vaste dienst bij Freiburg voornamelijk reservespeler. Hij vocht zich in 2019/20 in de basis en stond in 2020/21 alle 34 speelronden aan de aftrap. De resultaten van Freiburg werden met de jaren ook steeds beter. Nadat zijn teamgenoten en hij in zijn eerste jaren vochten voor behoud, volgden daarna een aantal seizoenen in de middenmoot en in zowel 2021/22 als 2022/23 kwalificeerden ze zich rechtstreeks voor de Europa League. Lienhart speelde zo in 2022/23 voor het eerst in een Europees toernooi, tegen Qarabağ, Olympiakos Piraeus, FC Nantes en Juventus.

## Clubstatistieken

### Beloften
| Seizoen         | Club                 | Competitie         | Competitie | Competitie |
| Seizoen         | Club                 | Competitie         | Wed.       | Dlp.       |
| --------------- | -------------------- | ------------------ | ---------- | ---------- |
| 2012/13         | Rapid Wien II        | Regionalliga       | 2          | 0          |
| 2013/14         | Rapid Wien II        | Regionalliga       | 22         | 0          |
| 2014/15         | Rapid Wien II        | Regionalliga       | 4          | 1          |
| 2014/15         | → Real Madrid C      | Tercera División   | 3          | 0          |
| 2015/16         | Real Madrid Castilla | Segunda División B | 27         | 1          |
| 2016/17         | Real Madrid Castilla | Segunda División B | 26         | 0          |
| Beloften totaal | Beloften totaal      | Beloften totaal    | 84         | 2          |

### Senioren
| Seizoen         | Club            | Competitie       | Competitie | Competitie | Beker | Beker | Europees | Europees | Totaal | Totaal |
| Seizoen         | Club            | Competitie       | Wed.       | Dlp.       | Wed.  | Dlp.  | Wed.     | Dlp.     | Wed.   | Dlp.   |
| --------------- | --------------- | ---------------- | ---------- | ---------- | ----- | ----- | -------- | -------- | ------ | ------ |
| 2015/16         | Real Madrid     | Primera División | 0          | 0          | 1     | 0     | —        | —        | 1      | 0      |
| 2016/17         | Real Madrid     | Primera División | 0          | 0          | 0     | 0     | —        | —        | 0      | 0      |
| 2017/18         | → SC Freiburg   | Bundesliga       | 11         | 0          | 1     | 0     | 2        | 0        | 14     | 0      |
| 2018/19         | SC Freiburg     | Bundesliga       | 14         | 0          | 2     | 0     | —        | —        | 16     | 0      |
| 2019/20         | SC Freiburg     | Bundesliga       | 22         | 0          | 2     | 0     | —        | —        | 24     | 0      |
| 2020/21         | SC Freiburg     | Bundesliga       | 34         | 4          | 2     | 0     | —        | —        | 36     | 4      |
| 2021/22         | SC Freiburg     | Bundesliga       | 32         | 5          | 6     | 0     | —        | —        | 38     | 5      |
| 2022/23         | SC Freiburg     | Bundesliga       | 29         | 1          | 4     | 1     | 6        | 0        | 39     | 2      |
| 2023/24         | SC Freiburg     | Bundesliga       | 15         | 0          | 2     | 0     | 5        | 0        | 22     | 1      |
| Senioren totaal | Senioren totaal | Senioren totaal  | 157        | 10         | 20    | 1     | 13       | 0        | 190    | 11     |
| Carrièretotaal  | Carrièretotaal  | Carrièretotaal   | 241        | 12         | 20    | 1     | 13       | 0        | 274    | 13     |

Bijgewerkt tot en met het seizoen 2023/24.

## Interlandcarrière
Lienhart maakte deel uit van alle Oostenrijkse nationale jeugdelftallen vanaf  Oostenrijk –18. Hij nam met Oostenrijk –19 deel aan het EK –19 van 2014, met Oostenrijk –20 aan het WK –20 van 2015 en met Oostenrijk –21 aan het EK –21 van 2019.
Lienhart werd op 5 september 2017 voor het eerst geselecteerd voor het Oostenrijks voetbalelftal. Bondscoach Marcel Koller nodigde hem toen uit voor een WK-kwalificatiewedstrijd tegen Georgië. Hierin kwam hij niet in actie. Lienhart maakte op 9 oktober 2017 wel zijn debuut als international. Hij kreeg toen een basisplaats in een met 0–1 gewonnen WK-kwalificatiewedstrijd tegen Moldavië. Lienhart moest daarna ruim anderhalf wachten voor hij weer werd geselecteerd en ruim drie jaar voor hij zijn tweede interland mocht spelen. Koller was toen inmiddels opgevolgd door Franco Foda. Die riep hem daarna wel regelmatig op en nam hem ook mee naar het EK 2020. Lienhart werd op 7 juni 2024 door bondscoach Ralf Rangnick opgenomen in de Oostenrijkse selectie voor het EK 2024 in Duitsland. Oostenrijk werd groepswinnaar in een groep met Frankrijk, Nederland en Polen en werd in de achtste finales uitgeschakeld met een 1–2 nederlaag tegen Turkije. Lienhart kwam op het toernooi enkel tegen Frankrijk niet in actie.